# Cueva Magura
La cueva Magura (en búlgaro: Магурата, a partir del arumano magura, 'colina') es una de las cuevas más famosas y bellas de Bulgaria. Está localizada al norоeste de ese país europeo, cerca de la localidad de Rabisha, a 18 km de la ciudad de Belogradchik en la provincia de Vidin. La longitud total de la cueva de Magura es de 2,5 km. El lago más grande del interior del país, el lago Rabisha, está situado en las inmediaciones de la cueva y toda la región ha sido declarada monumento natural. En una de las galerías de la cueva se produce un vino especial que se asemeja mucho a los vinos espumosos de Champagne, Francia, debido al microclima único de la cueva, que es similar al de esa región.
En 1984 este lugar fue inscrito en la Lista Indicativa de Bulgaria como paso previo para ser considerado como Patrimonio de la Humanidad por la UNESCO. También es uno 
de los 100 sitios turísticos nacionales.